# Myślistwo
Uzasadnienie:  synonim
Myślistwo – umiejętność i sztuka polowania na zwierzynę, które prowadzone są zgodnie z etyką i prawem łowieckim.
Myślistwo wchodzi w zakres łowiectwa. Niekiedy używany jest jako synonim terminu łowiectwo.